# Aloysia barbata
Aloysia barbata là một loài thực vật có hoa trong họ Cỏ roi ngựa. Loài này được (Brandegee) Moldenke mô tả khoa học đầu tiên năm 1940.